# Panos Cosmatos
Pour les articles homonymes, voir Cosmatos.
Panos Cosmatos, né le 1er février 1974 à Rome (Italie), est un réalisateur, scénariste et producteur canadien.

## Biographie
Panos Cosmatos est le fils du réalisateur et scénariste George Cosmatos.

## Filmographie

### Réalisateur et scénariste

#### Longs-métrages
- 2010 : Beyond the Black Rainbow
- 2018 : Mandy

#### Séries télévisées
- 2022 : Le Cabinet de curiosités de Guillermo del Toro (L'exposition)

### Producteur
- 2013 : Rewind This!